# جون هاميلتون (تاجر)
جون هاميلتون هو تاجر كندي، ولد في 7 سبتمبر 1851، وتوفي في 1939.